# Jewgeni Ryschkow
Jewgeni Alexandrowitsch Ryschkow (russisch Евгений Александрович Рыжков; * 15. Mai 1985 in Qaraghandy) ist ein kasachischer Schwimmer.
2004 konnte sich Jewgeni Ryschkow für die Olympischen Spiele qualifizieren, wurde aber bei 200 m Lagen disqualifiziert. Ryschkow nahm mit Kasachstan auch an den nächsten Olympischen Spielen teil, wo er bei 100 m Brust  den 35. Platz und bei 200 m Brust den 25, Platz errang. Bei den Kurzbahnweltmeisterschaften 2006 gewann er bei 200 m Brust die Bronzemedaille mit 02:07,94.